# 2487 Juhani
2487 Juhani è un asteroide della fascia principale. Scoperto nel 1940, presenta un'orbita caratterizzata da un semiasse maggiore pari a 2,3967574 UA e da un'eccentricità di 0,1829433, inclinata di 2,81368° rispetto all'eclittica.